# Święta Prakseda (obraz Jana Vermeera)
Święta Prakseda (niderl. Sint Praxedis) – obraz przypisywany Janowi Vermeerowi i datowany na rok 1655.
Obraz ukazuje klęczącą świętą Praksedę, żyjącą prawdopodobnie w II wieku n.e. w Rzymie, jednak na jej temat wiadomo niewiele. Płótno to jest kopią obrazu florenckiego malarza Ficherelliego (zwanego il Riposo) z 1645 roku. Jedyną znaczącą różnicą jest obecność krzyża w rękach świętej, przedstawionej na kopii. Na obrazie znajduje się podpis: Meer N ... R ... o... o, co badacze odczytują jako Meer N[aar] R[ip]o[s]o (Vermeer za Riposo).
W 1969 roku Michael Kitson jako pierwszy zaproponował, by włączyć Świętą Praksedę do oeuvre Vermeera jako jego trzecie młodzieńcze dzieło. Jego opinię podzielił w 1986 roku Arthur Wheelock, jednak wielu badaczy (m.in. Albert Blankert) jest sceptycznych.
W latach 1990–2014 obraz znajdował się w Barbara Piasecka Johnson Collection w Princeton (New Jersey). 8 lipca 2014 roku został sprzedany na aukcji Christie’s w Londynie nieznanemu nabywcy, za 6,2 mln funtów. Od marca 2015 jest wystawiany w National Museum of Western Art w Tokio, z oznaczeniem „przypisywany Johannesowi Vermeerowi”. Wydaje się, że jest to długoterminowy depozyt od prywatnego kolekcjonera.